# موسی بالا سووه
موسی بالا سووه (انگلیسی: Mousa Balla Sowe؛ زادهٔ ۲ فوریهٔ ۱۹۹۷) بازیکن فوتبال اهل گامبیا است.
از باشگاه‌هایی که در آن بازی کرده است می‌توان به باشگاه فوتبال پارما اشاره کرد.